# Pseudostellaria japonica
Pseudostellaria japonica là loài thực vật có hoa thuộc họ Cẩm chướng. Loài này được (Korsh.) Pax miêu tả khoa học đầu tiên năm 1934.